# Landgestüt Moritzburg

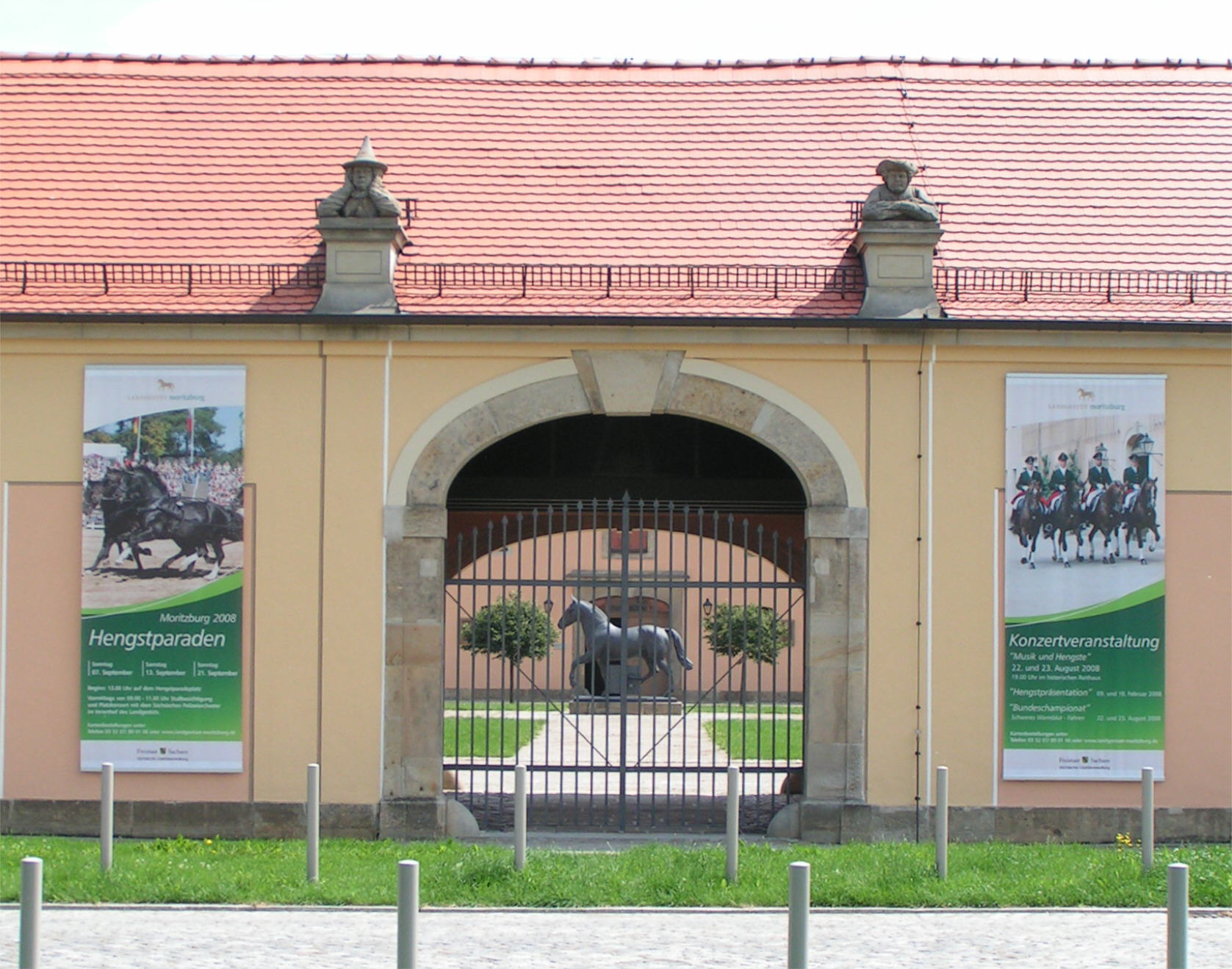
Landgestüt Moritzburg

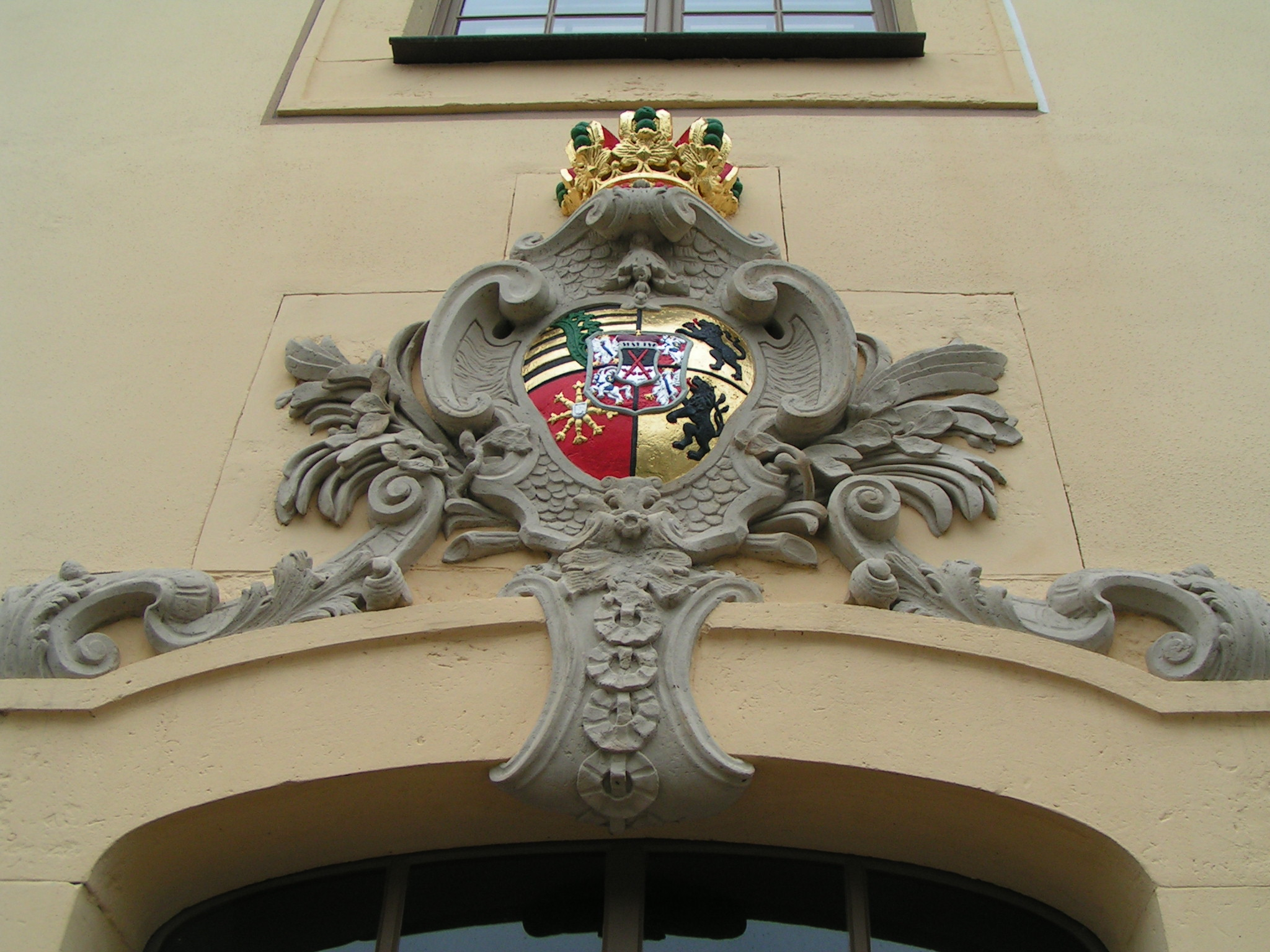
Wappen des Landgestüts Moritzburg

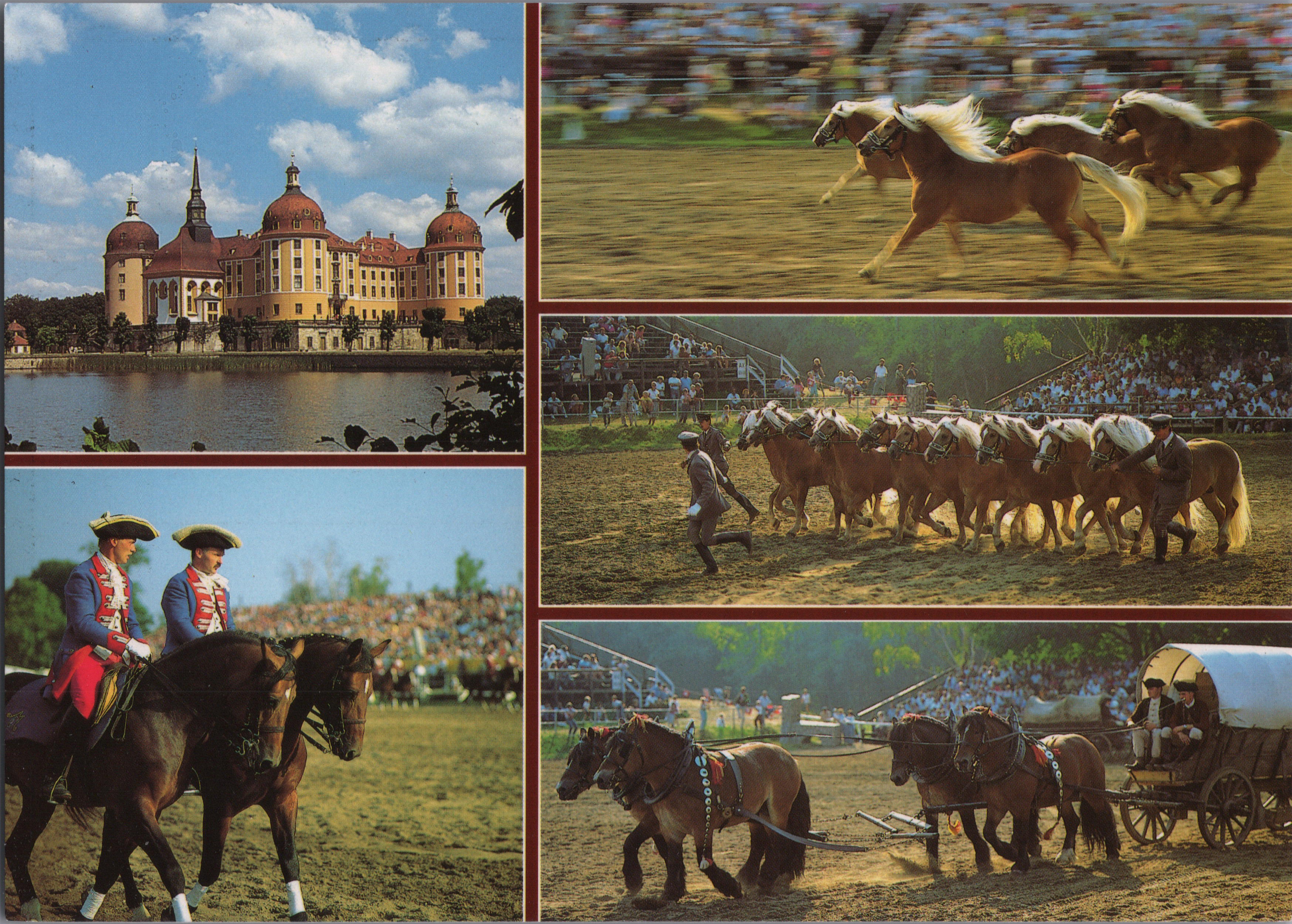
Hengstparade (1993)

Brandzeichen der sächsischen Ponys und Kaltblüter

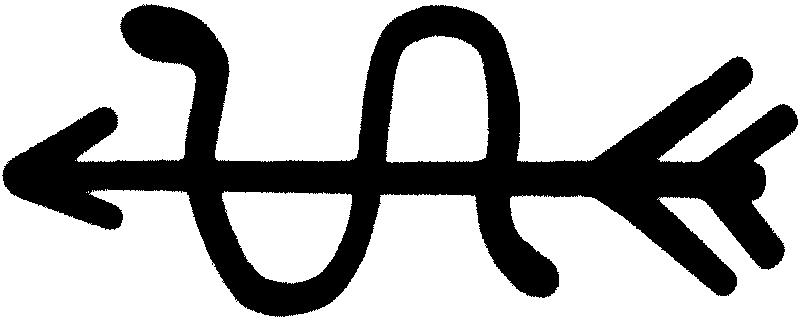
Brandzeichen des Deutschen Sportpferdes, das seit 2003 in Moritzburg gezüchtet wird

Das Landgestüt Moritzburg ist das Landgestüt der Länder Sachsen und Thüringen. Es befindet sich in Moritzburg bei Dresden. Gemeinsam mit dem Hauptgestüt Graditz bildet es die Sächsische Gestütsverwaltung und ist seit 2004 ein kaufmännisch ausgerichteter Staatsbetrieb.
Die Aufgaben des Landgestütes umfassen hauptsächlich die Bereitstellung von Landbeschälern der Rassen Warmblut, Schweres Warmblut, Kaltblut und Haflinger für die Freistaaten Sachsen und Thüringen sowie die Durchführung von Hengst- und Stutenleistungsprüfungen. Weiterhin bietet die in das Landgestüt integrierte Landesfachschule für Reiten und Fahren Lehrgänge an. Die jährlich im September abgehaltenen Hengstparaden, die im Jahr 1924 erstmals stattfanden, sind überregional bekannt.

## Geschichte
Die historische Gestütsanlage wurde 1733 durch Hofbaumeister Matthäus Daniel Pöppelmann errichtet. Nach dem Ende der napoleonischen Kriege im Jahr 1815 entschied im Jahr 1828 der sächsische König Anton von Sachsen, genannt der Gütige, in den Moritzburger Jagdstallungen 38 Hengste als Landbeschäler aufzustellen (königlicher Erlass vom 23. Januar 1828). Im Jahr 1830 wurden dann weitere Beschäler hinzugenommen. Ab 1873 wurde der Oldenburger als verbindliches Zuchtziel bestimmt. Im Jahr 1886 wurde das Zuchtregister begonnen sowie regelmäßige Stuten- und Fohlenschauen durchgeführt.
Um den durch die Intensivierung des Ackerbaus gestiegenen Bedarf an Kaltblütern zu decken, wurden nach Norikern und Percherons Kaltbluthengste der belgisch-brabanter Zuchtrichtung eingeführt und ab 1911 zum verbindlichen Zuchtziel erklärt.
Während des Zweiten Weltkrieges ging der Zuchtbestand stark zurück. Nach 1945 wurde der Bestand an Warm- und Kaltbluthengsten wieder kontinuierlich erweitert.

## Hengstbestand
Im Landgestüt Moritzburg werden circa 80 Zuchthengste der Rassen Deutsches Sportpferd, Sächsisch-Thüringisches Schweres Warmblut, Rheinisch-Deutsches Kaltblut und Haflinger bereitgestellt. Das Deckstellennetz umfasst 12 Deck- und Besamungsstationen in ganz Sachsen und Thüringen. Die wichtigste Deckstation in Thüringen befindet sich in Marlishausen.
Seit dem Jahr 2003 wird das Deutsche Sportpferd anstelle des Sächsischen Warmbluts in Moritzburg gezüchtet.